# Harold Abrahams
Pour les articles homonymes, voir Abrahams.
Harold Abrahams, né le 15 décembre 1899 à Bedford et mort le 14 janvier 1978 à Enfield, est un athlète britannique, spécialiste du sprint, qui a représenté la Grande-Bretagne aux Jeux olympiques d'été de 1920 (Anvers) et de 1924 (Paris).  
Son parcours olympique, associé à celui d'Eric Liddell, est raconté dans le film de Hugh Hudson Les Chariots de feu (1981).
Harold Abrahams est le frère du champion de saut en longueur Sidney Abrahams.

## Biographie

### Origines familiales et formation
Harold est le fils d'Isaac Abrahams, un immigrant juif de Lituanie (avant 1914 province de l'Empire russe), homme d'affaires installé à Bedford, avec son épouse Esther, d'une famille juive du Pays de Galles. Harold a deux frères nettement plus âgés : le médecin Sir Adolphe Abrahams (1883–1967), créateur de la médecine sportive britannique et l'athlète Sir Sidney Abrahams (1885–1957).
Il fait des études secondaires au lycée moderne de Bedford et à la Repton School. À la fin de la guerre, il sert comme lieutenant dans l'armée britannique. En 1919, il entre au Gonville and Caius College de l'université de Cambridge, où il reste jusqu'en 1923 comme étudiant en droit. 

### Les Jeux olympiques de 1920 et 1924
Grand sportif universitaire, il remporte huit victoires sur 100 m, 200 m et saut en longueur entre 1920 et 1923. 
Sélectionné pour les Jeux olympiques de 1920 à Anvers, Abrahams ne réussit cependant pas à passer les qualifications du sprint et du saut en longueur. Son équipe prend seulement la sixième place dans le relais 4 × 100 m. Il est si déçu de ces résultats qu'il décide, en vue des Jeux de 1924, de se concentrer sur les épreuves de sprint.
À une époque où l'amateurisme est prôné par-dessus tout en athlétisme, Abrahams est en avance sur son temps par sa vision de la préparation sportive. Six mois avant les Jeux de 1924, il engage un entraîneur personnel, Sam Mussabini. Il est ainsi le premier amateur britannique à payer pour bénéficier d'un entraînement professionnel. Avec le soutien de son frère Sidney, Abrahams travaille énormément pour améliorer ses temps et se qualifier pour les Jeux olympiques de 1924. Il perfectionne notamment son départ et sa foulée.
Durant cette période, il se concentre sur le 100 m et relègue le 200 mètres au second plan. 
Un mois avant les Jeux de 1924, il établit pourtant un nouveau record de Grande-Bretagne de saut en longueur avec un bond de 7,37 m, record qu'il détiendra pendant 32 ans. Le même jour, il court le 100 yards en 9 s 6, mais le record n'est pas homologué parce que la piste est en légère pente.
Peu avant les Jeux, Harold Abrahams apprend qu'il devra courir le 100 m, le 200 m, le relais et participer aux épreuves de saut en longueur. Il envoie alors une lettre anonyme au Daily Express en la signant « Un athlète international célèbre ». Il y écrit : « Les autorités ne pensent certainement pas qu'il peut participer au saut en longueur à quatorze heures et courir le 200 m à quatorze heures trente, le même après-midi. » La lettre a l'effet escompté : Abrahams est libéré de l'épreuve du saut en longueur. 
Aux Jeux, il remporte d'abord une médaille d'argent au relais 4 × 100 m et finit sixième du 200 m. C'est lors de l'épreuve de 100 m qu'il entre dans l'histoire. Alors que son principal adversaire britannique, Eric Liddell, s'est retiré de la compétition parce que les séries ont lieu un dimanche, Abrahams doit affronter les Américains Jackson Scholz et Charlie Paddock, médaillé d'or de 1920 et détenteur du record du monde. Abrahams surprend tout le monde en remportant la médaille d'or en 10 s 6. Il devient le premier Européen à remporter un titre olympique de sprint.

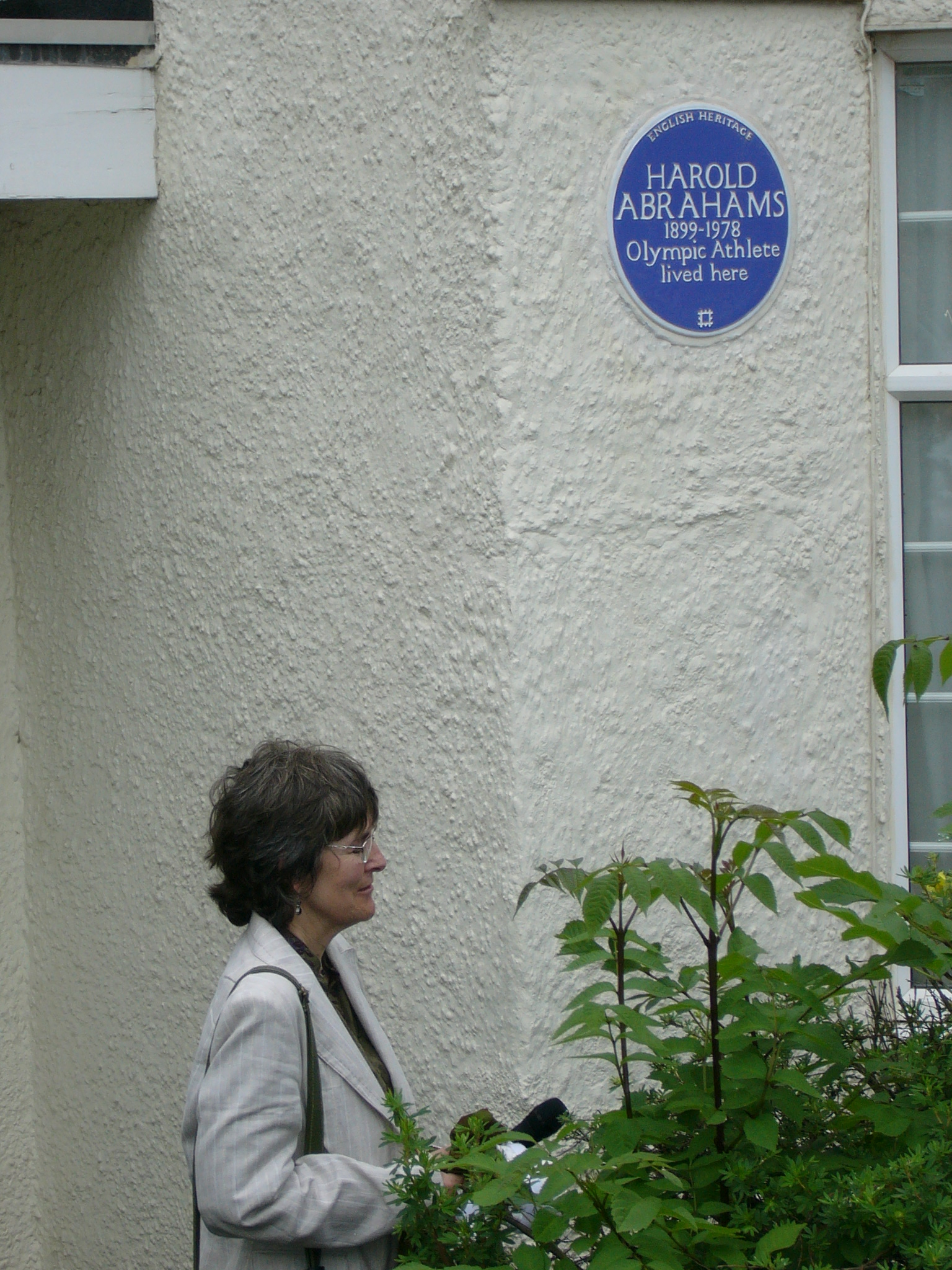
La plaque commémorative sur la maison de Harold Abrahams, dévoilée en 2007 par sa fille Sue Pottle.

### Activités après 1924
Blessé lors d'un saut en longueur en 1925, il se retire de la compétition. 
Il exerce la profession d'avocat, mais reste actif dans le domaine de l'athlétisme amateur en tant qu'administrateur sportif. Il soutient aussi les activités sportives pour les Juifs de Grande-Bretagne.
Il a été président d'honneur de l'Association of Track & Field Statisticians à partir de 1950 et président de la Fédération d'athlétisme amateur britannique de 1968 à 1975.
Il a écrit un certain nombre de livres dont Les Jeux olympiques de 1896 à 1952. 

### Les Chariots de feu(1981)
Sa biographie inspire le film de Hugh Hudson Les Chariots de feu (1981), qui dépeint sa victoire comme un triomphe personnel face à l'antisémitisme.

## Distinctions
- Commandeur de l'ordre de l'Empire britannique

## Palmarès

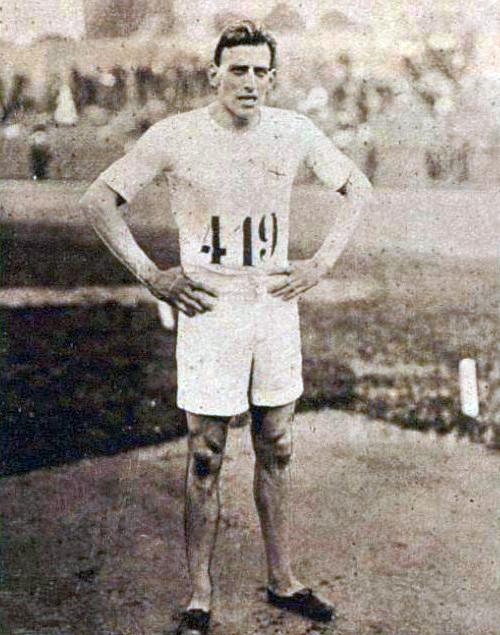
Harold Abrahams, vainqueur du 100 mètres aux JO de 1924.

- Jeux olympiques d'été de 1924 à Paris ( France)
  -  Médaille d'or sur 100 m
  - sixième sur 200 m
  -  Médaille d'argent en relais 4 × 100 m.